# Camponotus werthi
Camponotus werthi  (лат.) — вид муравьёв-древоточцев рода Кампонотус (Camponotus). Единственный представитель семейства муравьёв, обнаруженный в Антарктической зоогеографической области.

## Распространение
Эндемик острова Кергелен.

## Описание
Длина около 5 мм. Окраска тела чёрная, усики тёмно-коричневые, лапки от желтовато-коричневого до коричневато-чёрного. Голова и брюшко гладкие и блестящие, волоски на теле редкие. Усики и ноги без отстоящих волосков. Вид был впервые описан в 1908 году швейцарским мирмекологом Огюстом Форелем (Auguste-Henri Forel, 1848—1931) и назван в честь доктора Верта (Dr. Werth), в островном доме которого и была найдена типовая серия. В 1914 году О. Форель включил вид в состав подрода Camponotus (Myrmoturba), а в 1925 году итальянский мирмеколог Карл Эмери перенёс его в подрод  Camponotus (Tanaemyrmex).